# Gresten-Land
Gresten-Land osztrák község Alsó-Ausztria Scheibbsi járásában. 2022 januárjában 1499 lakosa volt. 

## Elhelyezkedése

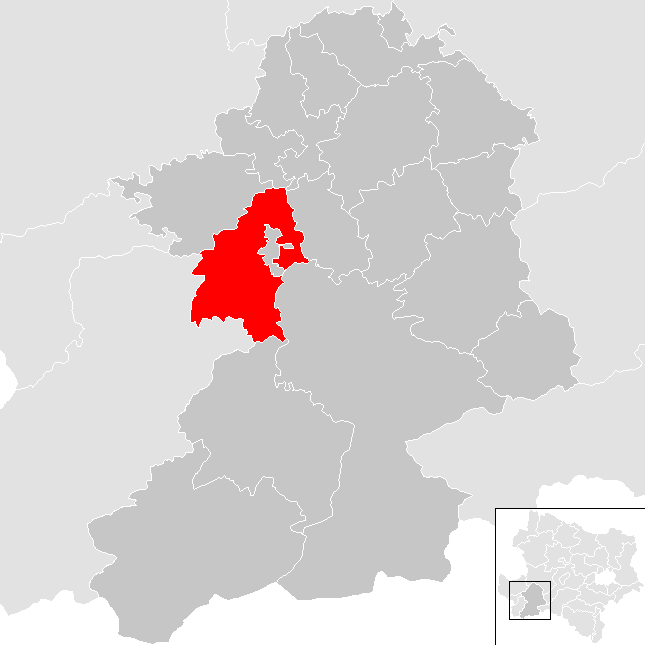
Gresten-Land a Scheibbsi járásban

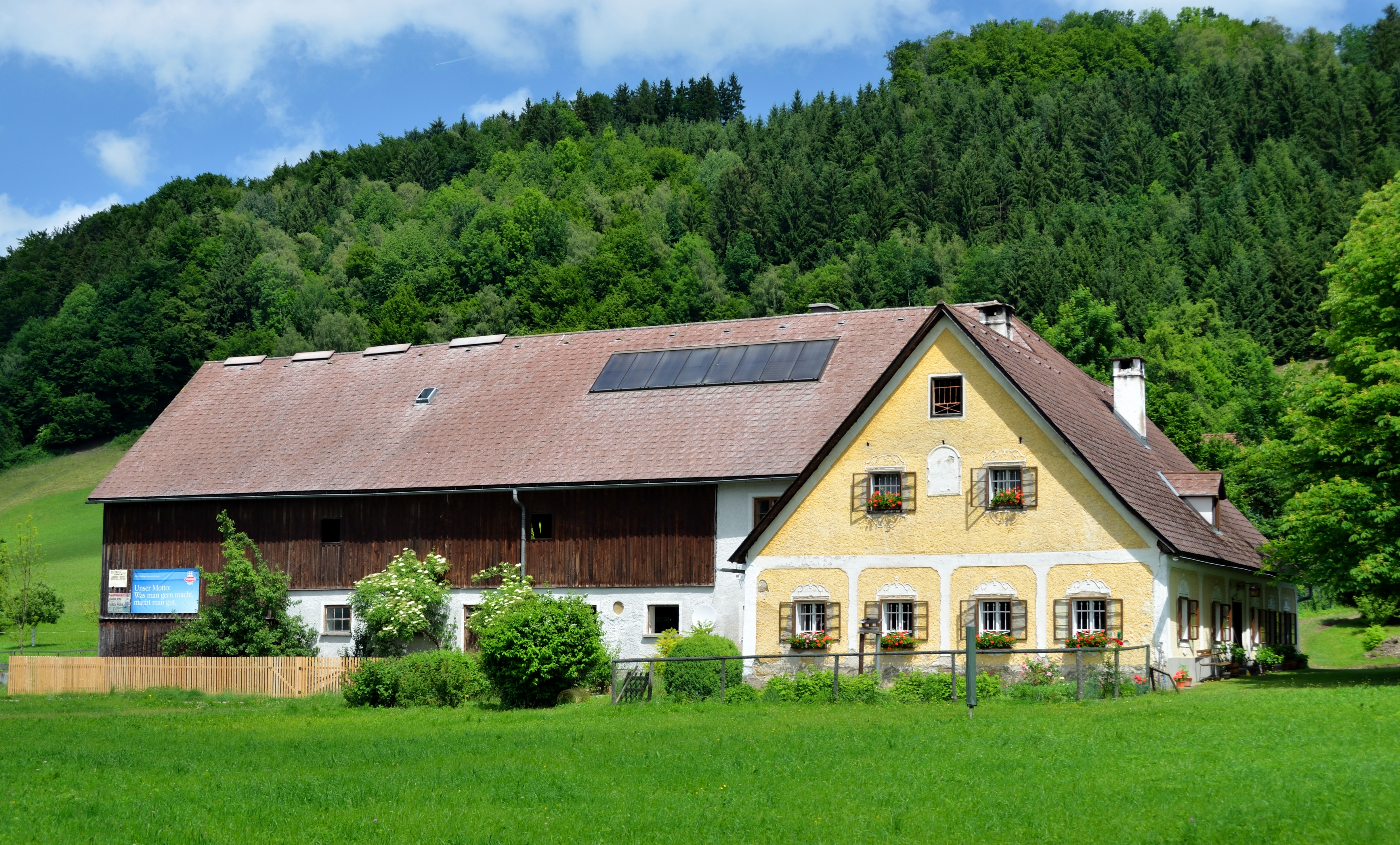
A Haslach-tanya

Gresten-Land a tartomány Mostviertel régiójában fekszik, az Eisenwurzen történelmi tájegységben, a Kleine Erlauf folyó mentén, az Ybbstali-Alpokban. Legmagasabb pontja a 958 m-es Schwarzenberg. Területének 49,5%-a erdő, 46,3% áll mezőgazdasági művelés alatt. Az önkormányzat 4 települést és településrészt egyesít: Oberamt (417 lakos 2022-ben), Obergut (29), Schadneramt (353) és Unteramt (700). A kataszteri közösségek Oberamt, Schadneramt és Unteramt.
A környező önkormányzatok: északnyugatra Randegg, északra Wang, északkeletre Reinsberg, keletre Gresten, délkeletre Gaming, délre Lunz am See, délnyugatra Ybbsitz.

## Története
A község falvai az berhauseggi vár uradalmához tartoztak. Építőit, a Hausegg nemzetséget 1142-ben említik először, egy bizonyos Berengar de Hawsec hercegi miniszteriális (csatlós) nevében. Maga a vár 1181-ben szerepel először az írott forrásokban. A család 1305-ben férfiágon kihalt és Otto von Stein örökölte a birtokot. 1326-ban a regensburgi püspök vásárolta meg a várat; ezt követően birtokosai gyakran változtak, állaga romlásnak indult és 1588-ra már romba dőlt.
Az 1938-as Anschlusst követően az itteni falvakat a Német Birodalom Niederdonaui gaujába sorolták be. A második világháború végén, 1945. április 26-án Schadneramtban az SS tagjai 16 magyar zsidót végeztek ki. A háború után a régió ismét Alsó-Ausztria részévé vált. 
A mai önkormányzat 1968-ban jött létre Oberamt, Unteramt és Schadneramt községek egyesülésével.

## Lakosság
A gresten-landi önkormányzat területén 2021 januárjában 1499 fő élt. A lakosságszám 1869 óta 1500 körül stagnál. 2019-ben az ittlakók 98,5%-a volt osztrák állampolgár; a külföldiek közül 0,5% a régi (2004 előtti), 0,5% az új EU-tagállamokból érkezett. 2001-ben a lakosok 98,9%-a római katolikusnak, 0,2% pedig felekezeten kívülinek vallotta magát. Ugyanekkor a német anyanyelvűeken (99,8%) kívül egy cseh és egy horvát élt a községben.  
A népesség változása:

| 2016 | 1 538 |
| 2018 | 1 521 |

## Látnivalók
- a 19. században épült Hof Haslach tanyaház

## Fordítás
- Ez a szócikk részben vagy egészben  a   Gresten-Land című német Wikipédia-szócikk ezen változatának fordításán alapul.  Az eredeti cikk szerkesztőit annak laptörténete sorolja fel. Ez a jelzés csupán a megfogalmazás eredetét és a szerzői jogokat jelzi, nem szolgál a cikkben szereplő információk forrásmegjelöléseként.